# Електричний пробій

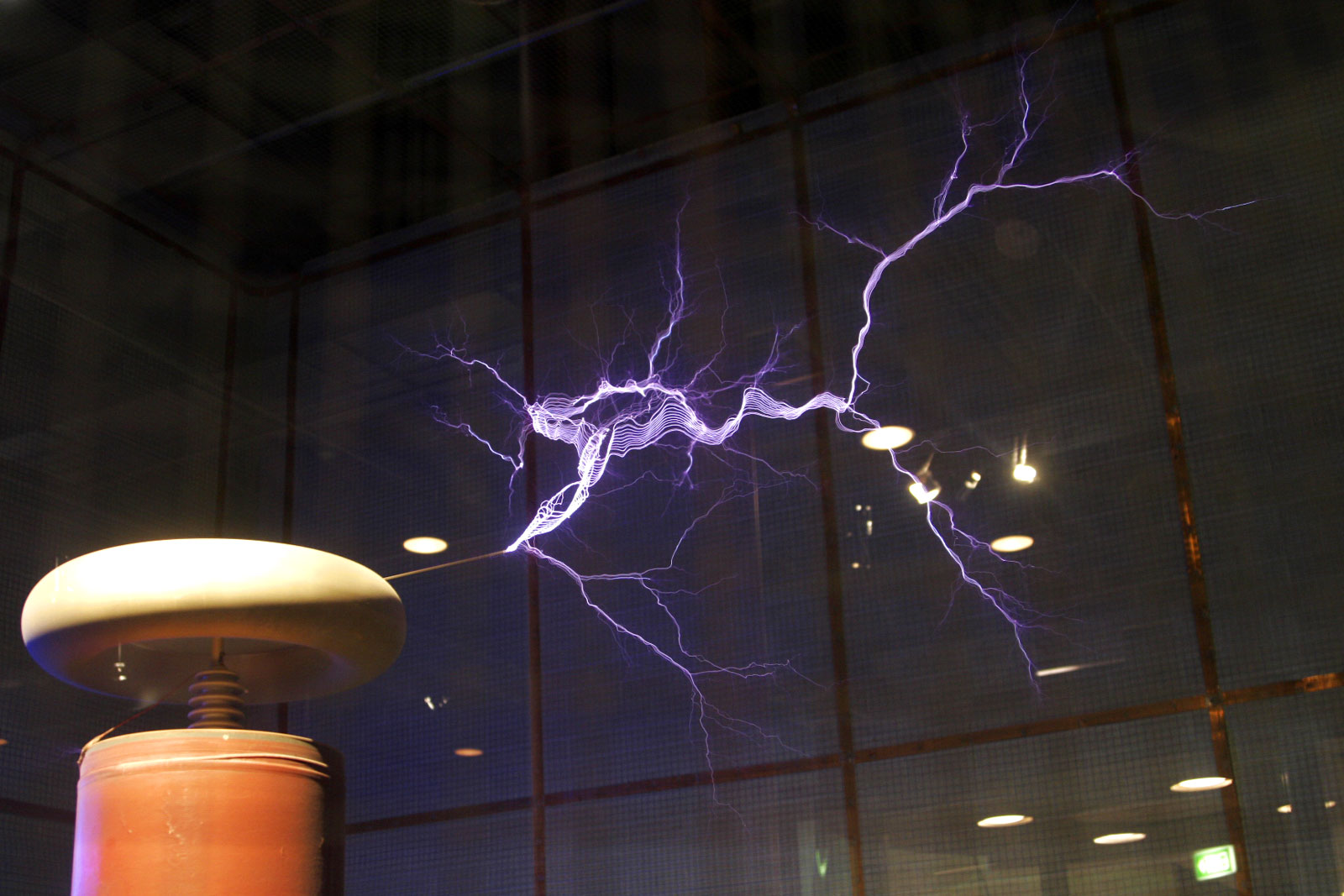
Електричний пробій, отриманий з використанням трансформатора Тесли

Електри́чний пробі́й — лавинний пробій, пов'язаний з тим, що носій заряду на довжині вільного пробігу набуває енергію, достатню для іонізації молекул кристалічної ґратки або газу і збільшує концентрацію носіїв заряду. При цьому створюються вільні носії заряду (збільшується концентрація електронів), які роблять основний внесок в загальний струм. Генерація носіїв відбувається лавиноподібно. Електрони, що досягли певної критичної швидкості, спричиняють відщеплення нових електронів, і стаціонарний стан порушується, тобто виникає ударна іонізація електронами у твердому тілі.
Розрізняють поверхневий пробій та об'ємний пробій діелектриків. У напівпровідників існує різновид поверхневого пробою, так званий шнуровий ефект.
Чисто електричний пробій виникає тоді, коли виключений вплив електропровідності і діелектричних втрат, що обумовлюють нагрівання матеріалу, а також відсутня іонізація газових включень. В разі однорідного поля і повної однорідності структури матеріалу напруженість поля при електричному пробої може служити мірою електричної міцності речовини. Такі умови вдається спостерігати для монокристалів лужно-галоїдних сполук і деяких органічних полімерів. В цьому випадку Епр досягає значень 1000 МВ/м і більше. 
Електрична міцність твердих діелектриків практично не залежить від температури до деякого її значення. Вище за це значення спостерігається помітне зниження електричної міцності, що говорить про появу механізму теплового пробою. Низькою електричною міцністю вирізняються діелектрики з відкритою пористістю: мармур, непросочений папір, деревина, пориста кераміка. Їх електрична міцність близька до електричної міцності повітря.
Пробій буває і корисним, і шкідливим. Приміром, пробій ізолятора на лінії високої напруги є серйозною аварійною ситуацією, а відсутність пробою бензоповітряної суміші на свічці в двигуні внутрішнього згоряння не дозволяє запустити двигун.